# Пежо 203
Пежо 203 (фр. Peugeot 203) је аутомобил произведен између 1948. и 1960. године од стране француског произвођача аутомобила Пежо у њиховој фабрици у Сошоу на граници са Швајцарском. У том периоду је произведено 685.628 јединица. Од 1949. до 1954. године, био је једини модел који је Пежо прозводио.
Аутомобил је био изложен на Салону аутомобила у Паризу 1947. године, након петогодишњег развоја. Серијску производњу су првобитно ометали штрајкови и несташице материјала, да би нормална производња отпочела крајем 1948, а испорука купцима 203-ке је кренуло почетком 1949. године.

## Каросерија
Пежо 203 је први модел Пежоа који је имао заобљено оборен задњи део аутомобила назван monocoque и доста је подсећао на амерички Шевролет флитлајн, али овај модерни дизајн је освојио и европску ауто публику.
Лимузина са четворо врата је био главни продајни адут, али 1950. године почиње производња каравана са четворо врата и породичне лимузине са 6 седишта, по три у реду, са повећаним међуосовинским растојањем за 20 цм. Овај начин повећања простора примењиваће се и код конструкције следећих великих породичних модела као што су 404 и 504.
На париском салону аутомобила, октобра 1952. године представљен је редизајниран модел 203, са промењеним стаклима на предњим вратима, са повећаним задњим стаклом код верзије лимузина као и редизајнираном командном таблом. Брзиномер је уклоњен са средине табле пребачен на место директно испред возача.
До 1953. године место за пуњење горива је било истурено а поклопац је био изнад каросерије. То је промењено на моделу 203 приказаном на париском салону 1953. године, тако да су до сада истурено место за пуњење горива и поклопац увучени неколико сатиметара ниже у задње крило, са заштитником у равни каросерије. Произведен је и не велик број модела кабриолет и купе.
Маскота Пежоа, изливени лав, је дуго година био присутан на свим пежоовим моделима постављен напред на хауби. Из безбедносних разлога 1959. године маскота је морала да се уклони и надаље је постављана плочица са пежоовим логом.
Војна варијанта Пежоа 203 развијена је и представљена војсци, али се показао мали интерес за овај модел, те је прототип претворен у противпожарно возило.

## Мотор
Четвороцилиндрични мотор запремине 1290 cm³ била неуобичајена димензија цилиндра, Прво је уграђиван мотор снаге 42 КС (31 KW) а на салону аутомобила у Паризу, октобра 1952. године представљен је модел са повећаном снагом од 45 КС (33 KW). Пежо је истакао да повећање снаге не утиче на потрошњу горива. Повећање је остварено променом дизајна цилиндра али није било никаквих промена компресије која је остала на 6,8:1. Рекламирани максимална брзина повећана је 1952. године, са 115 км/ч на 120 км/ч.

## Продаја
Пежо 203 је био велики хит у Француској. У октобру 1947. готово годину дана пре него што је почела продаја 203-ке, објављена је брошура намењена купцима ранијег модела Пежо 202 којима је нуђен попуст за замену свог аутомобила новим моделом 203. Маркетиншка активност као и практичност, цена и поузданост аутомобила, 1950. године дневно је са производне траке силазило 200 возило. Те године постигнута је продаја 34.012 јединица Пежоа 203 на домаћем тржишту, што је у ствари 19,5% од целокупног француског ауто-тржишта, а на другом месту по броју продатих аутомобила налазио се далеко мањи и јефтинији Рено 4ЦВ.
Након успеха на домаћем тржишту уследио је извоз 203-ке, највише у Западну Немачку.
И после шест година производње, 1954. године, Пежо 203 је и даље држао цену на француском тржишту аутомобила, захваљујући добром односу перформанси, економичном мотору као и високом нивоу уграђене опреме. Те године је Пежо унапредио трансмсију на 203-ци, уградивши синхронизовани мењач "Ц2".

## Крај производње
Пежо 203 сишао са производне траке у фабрици у Сошоу у четвртак 25. фебруара 1960. године. Три месеца касније, крајем маја, модел је избачен из ценовника.

## Производња у Аустралији
Пежо 203 је такође склапан у Аустралији, почев од 1953. године, и на тај начин постао први Пежоов модел који се производио у тој земљи.

## Галерија
- Пежо 203 берлина
- Пежо 203 берлина
- Пежо 203 кабриолет
- Пежо 203 купе
- Пежо 203 породични караван
- Пежо 203 пикап